# Мечеть Ларі
Мече́ть Ларі́ (тур. Lari Camii) — мечеть у центрі провінції Едірне, Туреччина, збудована на початку XVI століття Хакімом Абдульхамідом Ларі Челебі, який служив головним лікарем у палаці за часів правління Султана Мехмеда Завойовника та Баязида II. Мечеть в народі відома як Мечеть Лялелі (тур. Lâleli Camii).

## Історія
Будівництво Мечеті Ларі було розпочато Абдульхамідом Ларі Челебі, який служив головним лікарем при дворі за часів Султана Мехмеда Завойовника (1432–1481) та Баязида II (1448–1512). Через смерть Абдульхаміда Ларі Челебі будівництво мечеті завершив Хаміт-бей, управитель фонду Баязида II. Збудована на схилі, що йде зі сходу на захід, мечеть є найбільшою серед однокупольних та одномінаретних мечетей Едірне. Портики, що оточують мечеть з трьох боків, перекриті 11 куполами. Епіграфічний напис над вхідними дверима, виконаний арабською мовою, містить три двовірші.
Під час Великого едірнського землетрусу 1752 року головний купол мечеті обвалився, а більшість куполів портика були пошкоджені. Іплікчі Ахмет-ага, один із благодійників, збудував для мечеті дерев'яний купол. Мечеть, яка тривалий час після 1930-х років перебувала у напівзруйнованому стані, була описана у вірші «Мечеть Ларі» Аріфа Ніхата Асьї, який був учителем літератури в Едірнському ліцеї між 1948 та 1950 роками, рядками: «Мечеть Ларі… Блакить неба видніється крізь щілини її купола». Мечеть, відремонтована у 1970-х роках, набула свого теперішнього вигляду після двох великих реставрацій у 1983 та 2006 роках.